# Václav Voska
Václav Voska (21. října 1918 Praha – 20. srpna 1982 Valašské Meziříčí) byl český herec.

## Život
Václav Voska po maturitě v roce 1937 studoval práva, ale studium nedokončil. Již během středoškolských studií spolupracoval s Československým rozhlasem (od roku 1932) a od roku 1939 byl angažován do Divadla na Vinohradech, kde setrval do roku 1945. V tomto roce odešel do Národního divadla v Praze, ale již po pěti letech z něj musel z kádrových důvodů odejít  a přešel do nově se formujících Městských divadel pražských. V tomto angažmá setrval až do své smrti v roce 1982 jako jedna z hereckých hvězd tohoto souboru.
V sedmdesátých letech 20. století v průběhu normalizace měl z politických důvodů (aktivně se účastnil obrodného procesu v 60. letech, byl zvolen poslancem České národní rady a objevil se i na pohřbu Jana Palacha) značně omezený přístup zejména do televize a do filmu, v roce 1968 exceloval v roli vypravěče v pentalogii Vladimíra Neffa Sňatky z rozumu, nebo pod režijním vedením Jindřicha Poláka v roce 1976 ve filmu Noc klavíristy.
Měl melodický, lyrický, lehce zastřený hlas, který si cílevědomě kultivoval. Jeho cit pro rytmus a kadenci řeči i smysl pro poezii jej předurčoval ke spolupráci s rozhlasem, interpretacím básnických i prozaických textů (především v pražské Viole). Spolupracoval také s gramofonovými vydavatelstvími a dabingem.
Za manželku si vzal divadelní herečku Evu Kavánkovou (* 1916) (uměleckým jménem Eva Kavanová), herectví se začaly věnovat i jejich dcery Eva Vosková-Vaňková (* 1950) a Markéta Vosková-Novotná (* 1955). Václav Voska zemřel náhle ve Valašském Meziříčí a je pochován na Olšanských hřbitovech v Praze.

## Citát
Voska byl úžasný herec. Jeho umění bylo hluboké, rostlo z jeho intelektu a přitom bylo spontánní. U něho jsem neměla nikdy pocit, že jeho herectví jde jenom přes mozek. Václav dokázal být nesmírně vtipný, milý, byl to zajímavý muž. Měl v sobě cosi podobného jako pan Höger. Oba dva jako by byli z jednoho vrhu, z jedné řeky. Každý z nich měl své charizma, a každý jiné. 
Květa Fialová 

## Divadelní role (výběr)

### Divadlo na Vinohradech
- 1942 August Strindberg: Královna Kristina, role Klause Totta, režie František Salzer
- 1943 Luigi Pirandello: Šest postav hledá autora, syn, režie Karel Jernek
- 1943 H. H. Ortner: Švec Antonín Hitt, titulní role, režie Jiří Plachý, 15 repríz
- 1944 E. Hardt: Blázen Tantris, Denovalin, režie Jan Škoda j. h., Divadlo J. K. Tyla, 22 repríz

### Národní divadlo Praha
- 1945 Karel Čapek: Matka, Petr, režie Karel Dostal (na scéně Stavovského divadla)
- 1946 Josef Čapek, Karel Čapek: Ze života hmyzu, 2. inženýr–náčelník generálního štábu, režie Jindřich Honzl (na scéně Národního divadla)
- 1946 J. J. Kolár: Pražský žid, Jehud, režie Jindřich Honzl, Stavovské divadlo
- 1946 Molière: Šibalství Skapinova, Oktáv, režie Jaroslav Průcha, Stavovské divadlo
- 1947 W. Shakespeare: Jak se vám líbí, Olivek, režie Karel Dostal, Stavovské divadlo
- 1947 L. H. Morstin: Xantipa, Parrasios, režie František Salzer, Stavovské divadlo
- 1948 F. Rachlík: Kulový král, Kumanis, režie František Salzer, Stavovské divadlo
- 1948 L. Hellmanová: Lištičky, Leon Hubbard, režie Alfréd Radok, Stavovské divadlo
- 1948 František Langer: Jiskra v popelu, Lojzík, režie František Salzer, Stavovské divadlo
- 1949 Maxim Gorkij: Maloměšťáci, Doktor, režie Jindřich Honzl, Tylovo divadlo
- 1949 Edmond Rostand : Cyrano z Bergeracu, Kristian de Neuvillete, režie František Salzer, Tylovo divadlo
- 1950 C. Goldoni, Sluha dvou pánů, Silvínek, režie Karel Dostal, Tylovo divadlo
- 1950 W.Shakespeare: Zkrocení zlé ženy, Lucenzio, režie František Salzer, Tylovo divadlo
- 1950 A. Jirásek: Jan Žižka, Záviš Černý z Garbova , režie Antonín Dvořák, Národní divadlo
- 1964 M. Slomczynski: Osamění, Petr Lešnák, režie Miroslav Macháček, Tylovo divadlo

### Městská divadla pražská
- 1950 Alexander Fredro: Muž a žena, role: Alfréd, Divadlo Komedie, režie Ota Ornest, 112 repríz
- 1951 Molière: Tartuffe, Tartuffe, Komorní divadlo, režie Ota Ornest, 178 repríz
- 1952 Lope de Vega: Pes na seně aneb Hraběnka a její sekretář, sekretář Teodor, Divadlo Komedie, režie Ota Ornest, 118 repríz
- 1954 A. P. Čechov: Ivanov, Ivanov, Komorní divadlo, režie Bedřich Vrbský, 44 repríz
- 1954 A. Fredro: Panenské sliby, Gustav, Divadlo Komedie, režie Rudolf Hrušínský, 119 repríz
- 1955 Molière: Misantrop, Komorní divadlo, režie Karel Dostal, 102 repríz
- 1956 Friedrich Schiller: Parasit, Sélicour, Komorní divadlo, režie Bedřich Vrbský, 35 repríz
- 1958 F. X. Šalda: Dítě, Ríša, Komorní divadlo, režie Rudolf Hrušínský, 28 repríz
- 1958 Johann Wolfgang von Goethe: Torquato Tasso, titul. role, Komorní divadlo, režie Karel Dostal, 62 repríz
- 1963 Friedrich Dürrenmatt: Fyzikové, Möbius, Komorní divadlo, režie Ladislav Vymětal, 125 repríz
- 1964 Félicien Marceau: Vajíčko, Emil Magis, Divadlo komedie, režie Ota Ornest, 185 repríz – jedna z jeho životních rolí, záznam hry vyšel na DVD Archivováno 29. 12. 2008 na Wayback Machine. týdeníku Reflex v roce 2006 v rámci akce X krát divadlo
- 1965 Friedrich Dürrenmatt: Romulus Veliký, Romulus, Divadlo ABC
- 1975 Grigorij Gorin: Zapomeňte na Hérostrata!, Divadlo ABC, Městská divadla pražská, překlad Růžena Pochová, režie Ladislav Vymětal, výprava Jan Dušek, premiéra 26. listopadu 1975. Hráli: Náš současník (Jiří Pick), Tissafernés, vladař Efesu (Václav Voska), Klementina, jeho žena (Marie Málková), Kleón, archón basileus (Jan Tříska), Hérostratos (Václav Postránecký ), Chryssipes, lichvář (Miroslav Homola), Erita, kněžka v chrámu bohyně Artemis (Jarmila Smejkalová), žalářník (Jiří Bruder), kameník (Roman Hemala), Hrnčíř Vladimír Salač (herec) a lazebník (Mirko Musil).[7]
- 1981 Edvard Radzinskij: Rozhovory se Sókratem, Sókrates, Rokoko, režie Ladislav Vymětal

## Filmové role (výběr)
- 1946 Housle a sen, režie Václav Krška – role: Frederick Chopin
- 1947 Až se vrátíš... režie Václav Krška – role: Syn Vladimir
- 1948 Červená ještěrka, režie František Sádek – role: profesor
- 1955 Jan Hus, režie Otakar Vávra – role: Čeněk z Vartenberka
- 1956 Jan Žižka, režie Otakar Vávra – role: Čeněk z Vartenberka
- 1957 Proti všem, režie Otakar Vávra – role: kněz Petr Kániš
- 1965 Bílá paní, režie Zdeněk Podskalský – role: psychiatr MUDr. Boukal
- 1971 Touha Sherlocka Holmese, režie Štěpán Skalský – role: Dr. Watson
- 1976 Noc klavíristy, režie Jindřich Polák – role: klavírista A. J. Tůma

## Televizní role (výběr)
- 1965 Zločin na poště (TV inscenace povídky) – role: komisař Dr. Mejzlík
- 1965 Kupon (TV inscenace povídky) – role: komisař Dr. Mejzlík
- 1968 Sňatky z rozumu (TV seriál) – role: vypravěč
- 1971 Rozsudek (TV seriál) – role: Jakub Rahn
- 1971 F. L. Věk (TV seriál) – role: Václav Matěj Kramerius
- 1972 Zbojník Ondráš (TV film) – role: purkrabí Prchlík
- 1977 Nikola Šuhaj loupežník (TV film) – role: doktor
- 1980 30 případů majora Zemana (TV seriál – 30. díl: Růže pro Zemana) – role: starožitník Kaunic
- 1981 A na konci je začátek (TV film) – role: herec Jindřich Jerman
- záznamy z některých divadelních představení (např. Misantrop)

## Rozhlasové role
- 1950 William Shakespeare: Sen noci svatojánské, režie: Josef Bezdíček. Hráli: Václav Voska (Lysandr), Vladimír Ráž (Demeteus), František Filipovský (Klubko), Antonín Jedlička (Pískálek), Josef Hlinomaz (Tlamička), Saša Myšková (Hermie), Drahomíra Hůrková (Helena), Vítězslav Vejražka (Oberon), Jaroslava Adamová (Puk). Hudba: Václav Trojan.[8]

## Ocenění
- 1965 Státní cena
- 1966 titul zasloužilý umělec